# Parelsnoerbergerebia
De parelsnoerbergerebia (Erebia claudina) is een vlinder uit de onderfamilie Satyrinae, de zandoogjes en erebia's.
De spanwijdte van de parelsnoerbergerebia is 26 tot 32 millimeter. De vleugels hebben aan de bovenzijde een bruine grondkleur. Op de voorvleugel bevindt zich een oranje zoomveld, waarin dicht bij de apex twee vage witgekernde oogvlekjes te vinden zijn. Op de achtervleugel bevindt zich een rij witte punten, waaraan de vlinder zijn Nederlandse naam dankt. Aan de onderzijde van de voorvleugel heeft een geelbruine grondkleur met een bruine rand bij het mannetje en een bruingrijze tot geelbruine bij het vrouwtje. De onderzijde van de achtervleugel heeft dezelfde kleur als deze rand.
Als waardplanten worden diverse grassen gebruikt, vooral ruwe smele. De ontwikkeling van ei tot imago duur waarschijnlijk twee jaar.
De parelsnoerbergerebia komt alleen voor in de bergen van Midden-Oostenrijk, met name in een strook van 40 bij 100 km tussen Mallnitz en de Saualpe. De soort vliegt vooral in bloemrijke graslanden met hier een daar een boom vlak boven de boomgrens. De hoogtes waarop hij is aan te treffen liggen tussen 1600 en 1900 meter boven zeeniveau.
De vliegtijd is van juni tot en met augustus.